# Готель Кетл-Фоллс
Готель Кетл-Фоллс (англ. Kettle Falls Hotel) — історичний готель на території нинішнього національного парку Вояджерс у штаті Міннесота, США. Він відкрився в 1913 році глибоко Баундарі-Вотерс, на стику Дощового озера і озера Намакан. Нині це єдине житло, що працює в національному парку, і залишається доступним лише з води.
У 1976 році готель внесено до Національного реєстру історичних місць за його значення на державному рівні у сферах торгівлі, розваг/відпочинку, промисловості та транспорту. Він номінований за свою довгу історію надання житла та відпочинку рибалкам, лісорубам, торговцям і туристам глибоко в бездоріжжі. Через два роки готель включили до історичного району Кеттл-Фоллс.

## Історія

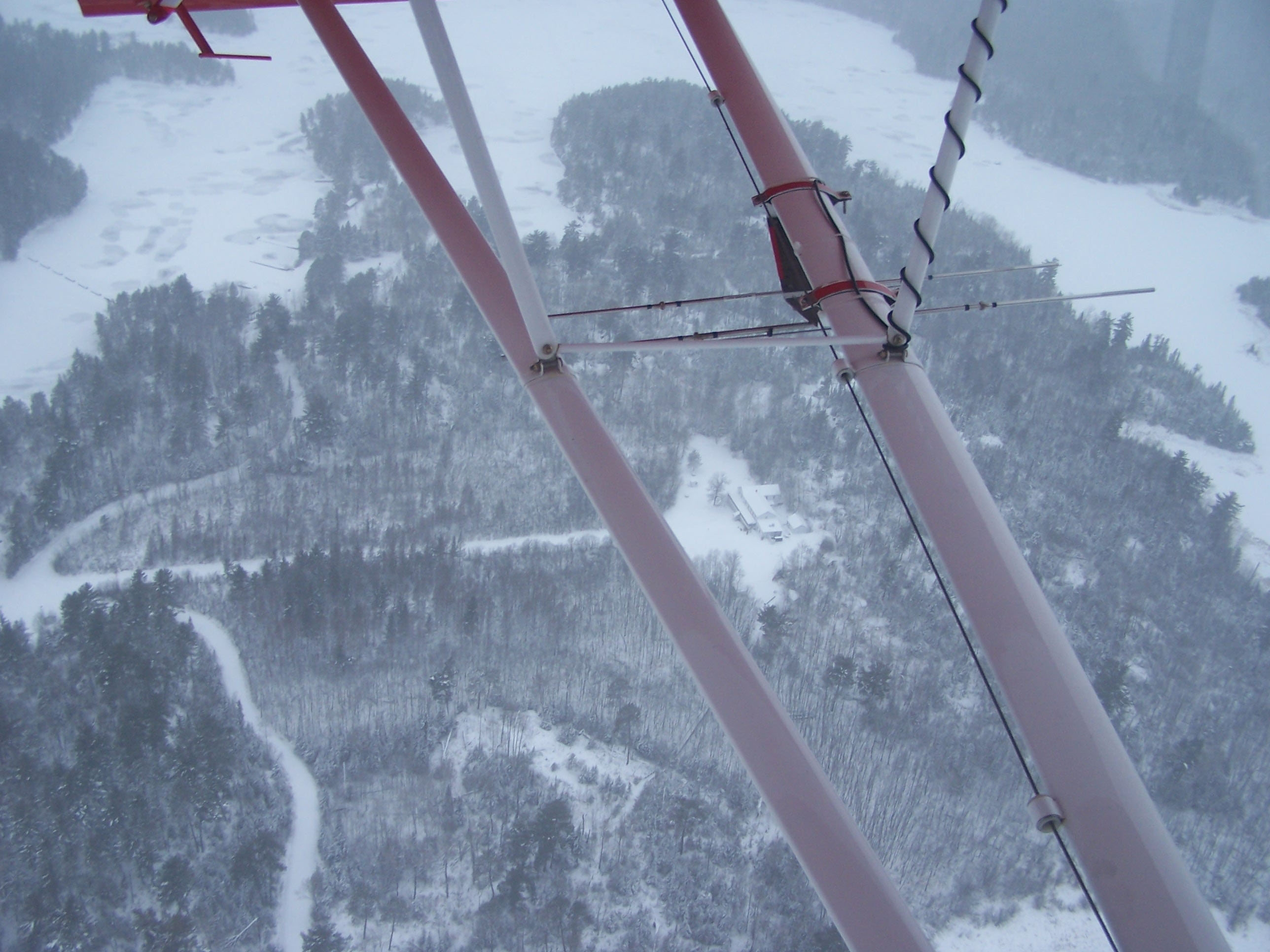
Краєвид на зисовий готель з висоти пташиного польоту

Місце заснувала як садибу в 1910 році Іда Мей Вінслоу. Згодом майно перейшло до хірурга з Міннеаполіса Фредеріка А. Дансмура, який своєю чергою продав землю Вільяму Е. «Великому Еду» Роузу, лісорубу, у 1913 році. Вважається, що Роуз побудував північно-південне крило готелю в 1913 році. У 1918 році Роуз продав свою власність у Кеттл-Фоллс Роберту Слоану Вільямсу за 1000 доларів США (приблизно 20 905 доларів у 2024 році) і чотири бочки віскі. Вільямс також керував готелем і нічним клубом у Ранірі, штат Міннесота. У Вільямса було багато проблем із законом, його звинуватили в продажі нелегального віскі в Ранірі та Кеттл-Фоллс, а пізніше він керував дистиляторами та займався контрабандою. До 1935 року готель електрифікували. За ним у 1946 році зробили прибудову, яку називають «великим будинком». Боб Вільямс помер у 1956 році; його вдова Ліл і пасинок Чарлі та його дружина Бланш і далі керували готелем. Ліл Вільямс померла у 1961 році. У 1976 році Служба національних парків придбала готель у сім'ї Вільямс, яка й далі ним керувала. Готель капітально реконструювали в 1986—1987 роках.